# LVDT
LVDT(The linear variable differential transformer)는 선형 거리 차이를 측정하는 전기적 변환기의 형태를 말하는데 3개의 솔레노이드 코일이 튜브를 둘러싼 형태로 위치하고 있다. 가운데 코일이 메인이며 나머지 두 개는 바깥에 위치하고 있다. 실린더 형태의 자석 코어가 튜브 중심을 따라 이동하면서 측정 대상의 위치값을 알려주게 된다.